# 河後森氏
河後森氏（かごもりし）は、日本の氏族。

## 河後森氏の人物
- 渡辺教之：土佐一条氏の下で土居清良と共に幼少期を送った後に、河後森氏の養子となり旧松野町に勢力をおいた。土佐一条氏の伊予侵入に際し、苦渋の選択を迫られるも、他の南予勢と轡を揃えて防戦にあたる。当初は勇戦敢闘し、河後森の若城主と評判になるが、度重なる戦乱により家臣の分裂を生み、長宗我部氏に寝返った芝一覚によって月見の夜に城を追われてしまった。

## 関連文書
河後森城史　旧松野町教育委員会